# Cytheropteron testudo
Cytheropteron testudo är en kräftdjursart som beskrevs av Georg Ossian Sars 1870. Cytheropteron testudo ingår i släktet Cytheropteron, och familjen Cytheruridae. Arten har ej påträffats i Sverige.